# Santa Domenica Vittoria

Ubicació de Santa Domenica Vittoria dins de la província

Santa Domenica Vittoria (sicilià Santa Dumìnica) és un municipi italià, dins de la ciutat metropolitana de Messina. L'any 2009 tenia 1.095 habitants. Limita amb els municipis de Floresta, Montalbano Elicona, Randazzo (CT) i Roccella Valdemone.

## Administració
| Període | Identitat                          | Partit        |
| ------- | ---------------------------------- | ------------- |
| 2008-   | Costantino Antonio Pinzone Vecchio | Llista cívica |